# Монтереале (Л'Аквила)
Монтереале (итал. Montereale) је насеље у Италији у округу Л'Аквила, региону Абруцо.
Према процени из 2011. у насељу је живело 574 становника. Насеље се налази на надморској висини од 937 м.